# Mancoa venturii
Mancoa venturii är en korsblommig växtart som beskrevs av Al-shehbaz. Mancoa venturii ingår i släktet Mancoa och familjen korsblommiga växter. Inga underarter finns listade i Catalogue of Life.